# كارل بي. هاميلتون
كارل بي. هاميلتون (بالسويدية: Carl B. Hamilton)‏ هو اقتصادي وسياسي سويدي، ولد في 1946 في غوتنبرغ في السويد. حزبياً، نشط في حزب الشعب الليبرالي. وقد انتخب عضو البرلمان السويدي ‏.